# Ladislao Errázuriz Pereira
Ladislao Errázuriz Pereira (Santiago, 2 de febrero de 1909 - Santiago, 29 de noviembre de 1981) fue un abogado, senador y político chileno.

## Primeros años de vida y matrimonio
Proveniente de familia de parlamentarios, su padre y su abuelo fueron senadores de la República, hijo de Ladislao Errázuriz Lazcano y Blanca Pereira Iñíguez.
Sus estudios los realizó en el Liceo Alemán de Santiago y en la Escuela de Derecho de la Universidad Católica de Chile; el 14 de julio de 1936, se tituló de abogado con la tesis llamada “Doctrina Liberal y la Cuestión Social”.

### Matrimonio e hijos
Se casó con Amelia Talavera Balmaceda y tuvieron nueve hijos, entre ellos a Francisco Javier Errázuriz Talavera. A través de su esposa, fue cuñado de Arturo Fontaine Aldunate y tío de Arturo y de Juan Andrés, poeta y ministro de estado respectivamente.

## Vida política
Militante del partido Liberal; fue elegido en varias ocasiones, presidente del partido, 1950, 1953 y 1961.
Fue elegido diputado por la Décima Agrupación Departamental "San Fernando y Santa Cruz", período 1937-1941; fue diputado reemplazante en la Comisión Permanente de Gobierno Interior; en la de Constitución, Legislación y Justicia; en la de Educación Pública; y en la de Vías y Obras Públicas. Integró la Comisión Permanente de Trabajo y Legislación Social. 
Comisión Investigadora de Distribución de Dinero y Especies Erogadas para Damnificadas del Terremoto de 1939, 1939. 
Especial Investigadora Sobre Prórroga Concesión al Casino Municipal de Viña del Mar, 1940. Comisión Mixta de Presupuestos, 1940-1941.
En 1945, cuando tenía 36 años, fue elegido senador, por la Quinta Agrupación Provincial "O'Higgins y Colchagua", periodo 1945-1953; integró la Comisión Permanente de Relaciones Exteriores y la de Obras Públicas y Vías de Comunicación; fue senador reemplazante en la Comisión Permanente de Policía Interior y Reglamento.
Comisión Mixta de Presupuestos, 1945, 1946, 1947 y 1948.
En la Cámara Alta, presentó diversas mociones que más tarde se convirtieron en ley, como: Internación y Franquicias de aviones particulares de Turismo, Ley N.°6.338; Contratación de empréstito de la Municipalidad de Pichilemu, Ley N.°6.718; Contratación de empréstito de la Municipalidad de la Estrella, Ley N.°6.886; Delegaciones chilenas al Campeonato Sudamericano de Atletismo, Buenos Aires, Ley N.°6.878. 
Último período: 1945-1953. Su última militancia política fue en el Partido Liberal.

## Vida profesional
En el sector privado se destacó como agricultor en sus fundos "La Esperanza" de Marchigüe y "Atalaya" en San Antonio. También tuvo importantes cargos como director de Vinos de Chile “Vinex” y de la Sociedad Agrícola; presidente de Weir Scott y Compañía; gerente de la Comunidad Pereira y Errázuriz y consejero de la Caja de Crédito Agrario. Fue socio del Club de La Unión. Falleciendo a los 72 años de edad, después de una larga y dolorosa enfermedad.